# Happy Birthday, Mr. President

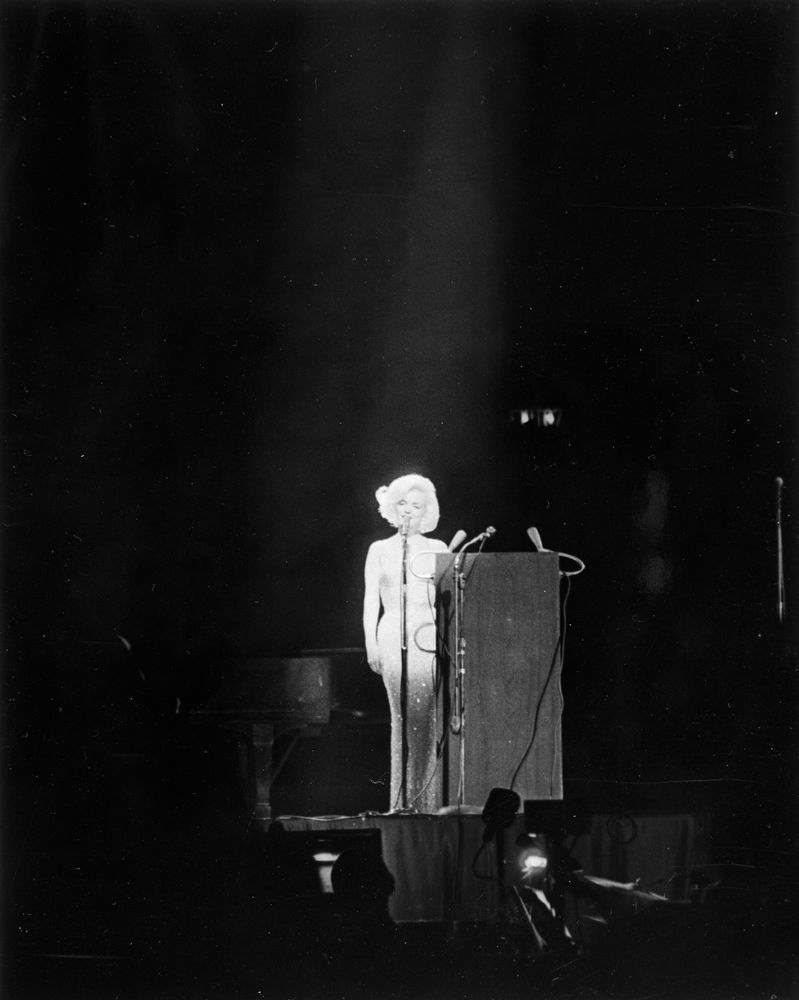
Marilyn Monroe hát cho John F. Kennedy trong sự kiện tại Madison Square Garden

“Happy Birthday, Mr. President” là một bài hát do nữ diễn viên kiêm ca sĩ Marilyn Monroe trình bày vào ngày 19 tháng 5 năm 1962, dành tặng Tổng thống John F. Kennedy trong một buổi dạ tiệc tại Madison Square Garden nhân dịp sinh nhật lần thứ 45 của ông, diễn ra trước ngày sinh thực tế 10 ngày (ngày 29 tháng 5). Sự kiện này được đồng tổ chức bởi Arthur B. Krim và Anna M. Rosenberg, những người đã ngồi cạnh Tổng thống trong buổi lễ quy tụ nhiều ngôi sao nổi tiếng.
Monroe đã hát lời bài hát truyền thống “Happy Birthday to You” bằng một giọng thì thầm đầy quyến rũ và thân mật, với cụm từ “Mr. President” được thay thế cho tên của Kennedy. Sau đó, cô tiếp tục phần trình diễn với một đoạn trích từ ca khúc kinh điển năm 1938, “Thanks for the Memory”, nhưng với phần lời mới do chính cô viết, dành riêng cho Tổng thống Kennedy.
Thanks, Mr. President

For all the things you've done

The battles that you've won

The way you deal with U.S. Steel

And our problems by the ton

We thank you so much

...

Cảm ơn ngài, thưa Tổng thống

Vì tất cả những điều ngài đã làm

Những trận chiến ngài đã thắng

Cách ngài xử lý với U.S. Steel

Và vô vàn vấn đề của chúng ta

Chúng tôi vô cùng biết ơn ngài

Sau đó, khi chiếc bánh sinh nhật lớn được mang ra, Tổng thống Kennedy bước lên sân khấu và đùa về màn trình diễn của Monroe, nói:
“Giờ tôi có thể nghỉ hưu khỏi chính trường sau khi được hát mừng sinh nhật theo cách ngọt ngào và trong sáng đến thế.”
Lời nói đùa này ám chỉ đến phong cách trình diễn gợi cảm, chiếc váy bó sát và hình tượng biểu tượng gợi cảm của Monroe.
Màn trình diễn này là một trong những lần xuất hiện công khai lớn cuối cùng của Monroe trước khi cô qua đời chưa đầy ba tháng sau, vào ngày 4 tháng 8 năm 1962.
Đệ nhất phu nhân Jacqueline Kennedy, người hiếm khi tham dự các sự kiện của Đảng Dân chủ hôm đó đã chọn dành thời gian tại cuộc thi cưỡi ngựa Loudoun Hunt Horse Show cùng hai con, John và Caroline.
Marilyn Monroe được tháp tùng bởi nghệ sĩ piano jazz Hank Jones.

## Lịch sử

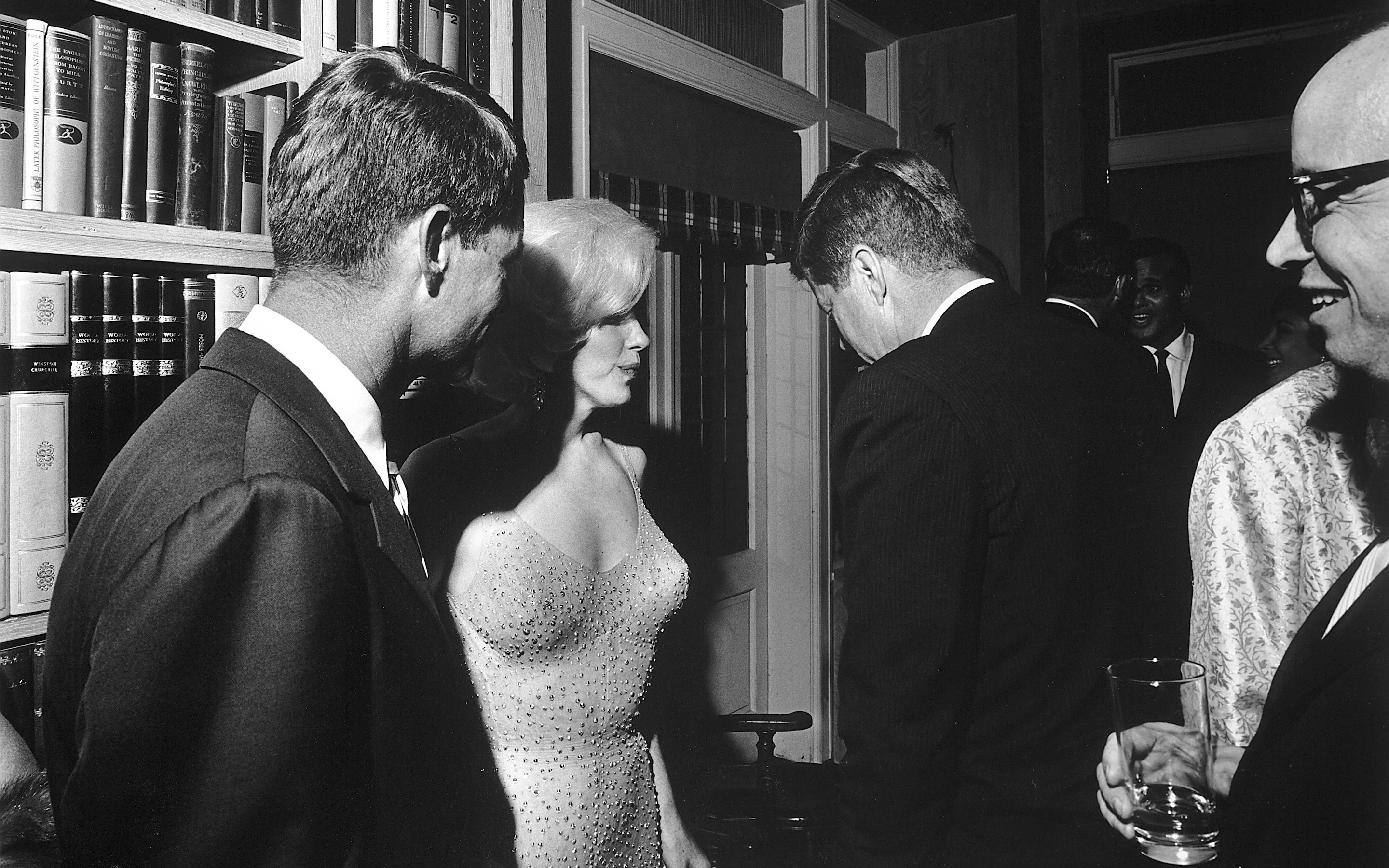
Monroe cùng Tổng chưởng lý Hoa Kỳ Robert F. Kennedy, Tổng thống John F. Kennedy và sử gia Arthur M. Schlesinger Jr. tại buổi lễ mừng sinh nhật

Buổi lễ mừng sinh nhật của Tổng thống Kennedy được tổ chức tại Madison Square Garden thứ ba vào ngày 19 tháng 5 năm 1962, với hơn 15.000 người tham dự, trong đó có rất nhiều người nổi tiếng. Sự kiện này là một buổi dạ tiệc gây quỹ cho Đảng Dân chủ.
Monroe tham gia sự kiện này trong khi đang quay bộ phim Something's Got to Give, kết quả là cô nhận được một ghi chú giao tay thông báo rằng cô đã vi phạm hợp đồng với 20th Century Fox và bị sa thải vào tháng 6 năm 1962.
Chiếc váy của Monroe được làm từ vải marquisette mỏng và có màu da, với 2.500 viên đá pha lê lấp lánh được thêu vào. Chiếc váy ôm sát đến mức Monroe gặp khó khăn khi mặc nó; cô không mặc gì dưới váy. Nó được thiết kế bởi Jean Louis. Tóc của Monroe được tạo kiểu bởi Kenneth Battelle và trang điểm do Marie Irvine thực hiện.
Monroe được tháp tùng bởi người quản lý công chúng của cô, Patricia Newcomb, và cha chồng cũ của cô, Isidore Miller, người mà cô vẫn giữ mối quan hệ rất gần gũi. Peter Lawford có mặt tại sự kiện tối hôm đó để giới thiệu Monroe. Anh đã chế giễu sự nổi tiếng của cô về thói quen đến muộn bằng cách giới thiệu cô nhiều lần trong suốt đêm, nhưng sau mỗi lần cô không xuất hiện trên sân khấu. Khi Monroe cuối cùng xuất hiện dưới ánh đèn sân khấu, Lawford đã giới thiệu cô là "Marilyn Monroe muộn màng". Monroe từ từ cởi chiếc áo khoác chồn trắng, lộ ra chiếc váy và khán giả đã phải thốt lên.
Sự kiện được dàn dựng và sản xuất bởi nhà soạn nhạc và viết lời Broadway Richard Adler. Phần thiết kế ánh sáng do nhà thiết kế sân khấu Sam Leve đảm nhiệm. Theo cáo phó của ông trên tờ New York Times, “Có lẽ điểm nhấn nổi tiếng nhất dù là vô tình của ông chính là hệ thống ánh sáng ông thiết kế cho màn hát mừng sinh nhật của Marilyn Monroe dành cho Kennedy tại Madison Square Garden, khiến chiếc váy của cô trở nên xuyên thấu.”

## Trang phục

Chiếc váy của Marilyn Monroe tại sự kiện, được thiết kế bởi Jean Louis

Chiếc váy mang tính biểu tượng của Monroe được thiết kế bởi nhà thiết kế trang phục Bob Mackie, người được thuê để phác thảo mẫu cho nhà thiết kế thời trang hàng đầu lúc bấy giờ là Jean Louis. Jean Louis đã chi 1.440,33 đô la (tương đương khoảng 11.111 đô la vào năm 2023) để may chiếc váy này. Chiếc váy sau đó được bán đấu giá vào năm 1999 tại thành phố New York với giá hơn 1,26 triệu đô la (tương đương 2,17 triệu đô la vào năm 2023). Tỷ phú người Canada Jim Pattison sau đó đã mua chiếc váy này vào ngày 17 tháng 11 năm 2016 trong một buổi đấu giá tại Los Angeles với giá 4,8 triệu đô la, khiến nó trở thành một trong những chiếc váy có giá trị nhất thế giới.
Vào năm 2022, ngôi sao truyền hình thực tế Kim Kardashian đã mặc chiếc váy "Happy Birthday Mr. President" của Monroe tại sự kiện Met Gala. Kardashian đã giảm 16 pound (7,3 kg) trong vòng ba tuần để có thể mặc vừa chiếc váy này. Cô hiện là người duy nhất ngoài Monroe từng mặc chiếc váy nổi tiếng đó. Kardashian chỉ mặc chiếc váy gốc của Monroe trong khoảng năm phút, chỉ để bước lên thảm đỏ, sau đó thay sang một bản sao y hệt để tránh gây thêm bất kỳ tổn hại nào cho chiếc váy đã hơn 60 năm tuổi.
Không hài lòng với cả Kardashian lẫn chủ sở hữu hiện tại của chiếc váy là Ripley Entertainment, Bob Mackie (người từng phác thảo thiết kế này vào năm 1962 khi mới 23 tuổi) nói trong một cuộc phỏng vấn với tạp chí Entertainment Weekly: “Tôi nghĩ đó là một sai lầm lớn… [Marilyn] là một nữ thần. Một nữ thần điên rồ, nhưng vẫn là nữ thần. Cô ấy thật tuyệt vời. Không ai có thể lên hình được như vậy. Và chiếc váy đó được làm ra cho cô ấy. Nó được thiết kế riêng cho cô ấy. Không ai khác nên mặc chiếc váy đó cả.”
Trong cùng cuộc phỏng vấn, người dẫn chương trình của Turner Classic Movies là Alicia Malone cũng bày tỏ sự lo ngại: “Có rất nhiều vấn đề liên quan đến việc bảo quản chiếc váy, và những yếu tố như oxy có thể gây ảnh hưởng đến vải vóc… Thông thường, những trang phục như thế này được giữ trong môi trường hoàn toàn được kiểm soát. Vậy nên việc cô ấy có thể mặc nó là điều khá đáng lo ngại. Cá nhân tôi ước rằng cô ấy chỉ mặc bản sao thay vì chiếc váy thật.”
Trong một cuộc phỏng vấn với BBC vào tháng 6 năm 2022, Tiến sĩ Kate Strasdin, giảng viên cao cấp ngành nghiên cứu văn hóa tại Đại học Falmouth nhận xét: “Bạn thậm chí không thể chạm vào một chiếc váy như thế mà không gây tổn hại, chưa nói đến việc mặc nó, nên chắc chắn sẽ có những hư hỏng đáng kể chỉ từ việc mặc nó lên thảm đỏ... da cô ấy có thể tiết dầu, và điều đó sẽ phản ứng hóa học với lụa – một loại vải rất mong manh.” Ngoài ra, một tài khoản Instagram chuyên về “Bộ sưu tập Marilyn Monroe” do nhóm của chủ sở hữu Scott Fortner điều hành cũng đã đăng tải hình ảnh so sánh chiếc váy trước và sau sự kiện Met Gala, cho thấy những hư hại nghiêm trọng và không thể phục hồi đã xảy ra sau khi chiếc váy được mặc.